# Longes
Longes est une commune du département du Rhône, dans la région Auvergne-Rhône-Alpes, en France.

## Géographie
Longes est située au pied du Mont Monnet, un des sommets du massif du Pilat, au sud-ouest du département du Rhône, dans le canton de Mornant, à environ 42 km de Lyon, 35 km de Saint-Etienne et 22 km de Vienne.

### Communes limitrophes
Les communes limitrophes sont Tartaras, Trèves, La Chapelle-Villars, Châteauneuf, Pavezin, Sainte-Croix-en-Jarez, Condrieu et Les Haies.

### Climat
Pour des articles plus généraux, voir Climat d'Auvergne-Rhône-Alpes et Climat du Rhône.
En 2010, le climat de la commune est de type climat des marges montargnardes, selon une étude du Centre national de la recherche scientifique s'appuyant sur une série de données couvrant la période 1971-2000. En 2020, Météo-France publie une typologie des climats de la France métropolitaine dans laquelle la commune est exposée à un climat de montagne ou de marges de montagne et est dans la région climatique  Nord-est du Massif Central, caractérisée par une pluviométrie annuelle de 800 à 1 200 mm, bien répartie dans l’année. 
Pour la période 1971-2000, la température annuelle moyenne est de 10,8 °C, avec une amplitude thermique annuelle de 17,3 °C. Le cumul annuel moyen de précipitations est de 859 mm, avec 9,5 jours de précipitations en janvier et 6,1 jours en juillet. Pour la période 1991-2020, la température moyenne annuelle observée sur la station météorologique de Météo-France la plus proche, « Saint-Didier-sous-Riverie », sur la commune de Chabanière à 10 km à vol d'oiseau, est de 11,6 °C et le cumul annuel moyen de précipitations est de 855,5 mm,. Pour l'avenir, les paramètres climatiques de la commune estimés pour 2050 selon différents scénarios d'émission de gaz à effet de serre sont consultables sur un site dédié publié par Météo-France en novembre 2022.

### Géologie
La commune de Longes est située en majeure partie sur un plateau d’environ 400 m d’altitude. Le point bas est à 217 m (lit du Gier), le point haut à 782 m.
Le sous-sol de Longes est constitué de roches métamorphiques (micaschistes). Les sols exploités par l’agriculture ont une qualité agronomique moyenne à faible.

### Hydrographie
Le réseau d'eau est partagé entre deux bassins versants : quatre ruisseaux se jettent dans le Gier et deux dans le Rhône. Pour autant, la commune ne dispose pas de ressources propres. L’eau distribuée à Longes provient des puits implantés au lieu-dit de l’île du Grand Gravier, sur la commune de Grigny, qui prélèvent dans la nappe alluviale du Rhône. L’eau est distribuée dans le réseau communal depuis le réservoir du bourg.

### Voie de communication et transports
La commune dispose d’un réseau étendu de routes départementales (RD28, RD140, RD625, RD502, …) permettant de relier le village aux bourgades environnantes. Elle n'est desservie par aucune ligne de car régulière.

## Urbanisme

### Typologie
Au 1er janvier 2024, Longes est catégorisée commune rurale à habitat dispersé, selon la nouvelle grille communale de densité à sept niveaux définie par l'Insee en 2022.
Elle est située hors unité urbaine. Par ailleurs la commune fait partie de l'aire d'attraction de Lyon, dont elle est une commune de la couronne,. Cette aire, qui regroupe 397 communes, est catégorisée dans les aires de 700 000 habitants ou plus (hors Paris),.

### Occupation des sols
L'occupation des sols de la commune, telle qu'elle ressort de la base de données européenne d’occupation biophysique des sols Corine Land Cover (CLC), est marquée par l'importance des territoires agricoles (62,3 % en 2018), en diminution par rapport à 1990 (64,9 %). La répartition détaillée en 2018 est la suivante : 
forêts (34,7 %), zones agricoles hétérogènes (27 %), prairies (18,1 %), terres arables (17,2 %), zones urbanisées (2,4 %), milieux à végétation arbustive et/ou herbacée (0,5 %). L'évolution de l’occupation des sols de la commune et de ses infrastructures peut être observée sur les différentes représentations cartographiques du territoire : la carte de Cassini (XVIIIe siècle), la carte d'état-major (1820-1866) et les cartes ou photos aériennes de l'IGN pour la période actuelle (1950 à aujourd'hui).

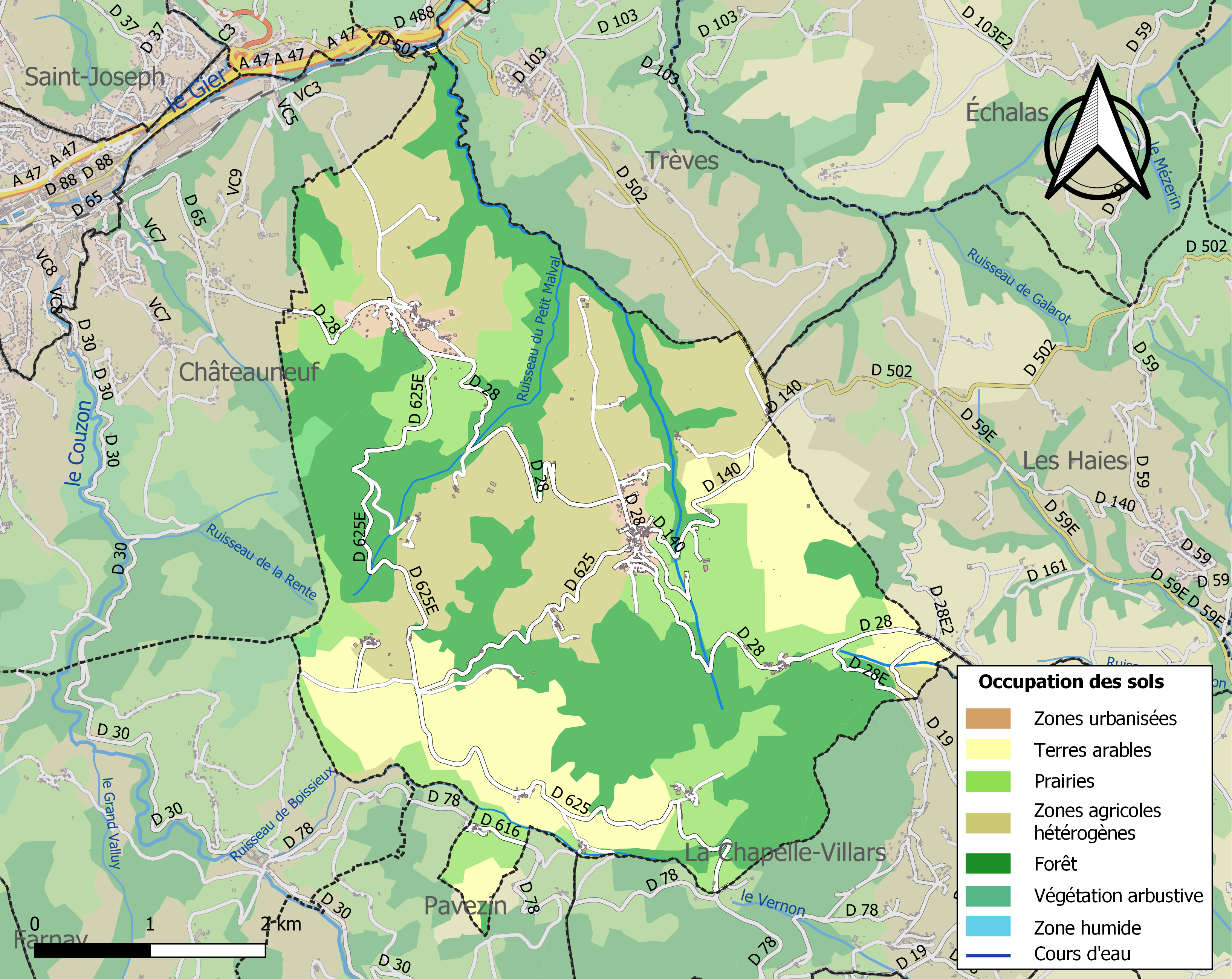
Carte des infrastructures et de l'occupation des sols de la commune en 2018 (CLC).

### Logement
En 2015, le nombre total de logements dans la commune est de 413. Il est composé à 85% de résidences principales, 4% de résidences secondaires et 11% de logements vacants.

## Toponymie
Une légende associe le nom de Longes, par ailleurs attesté dès le XIIIe siècle, à celui du centurion romain Longinus qui aurait percé le flanc du Christ de sa lance. Une autre tradition ferait remonter le nom de la commune à Longus, terrible géant et chef de l’escorte de Jules César lors la bataille du Fautre. Son nom pourrait aussi venir de la vaste étendue de son territoire.

## Histoire
L'implantation d'un prieuré bénédictin serait à l'origine de la création de Longes. Le village de Longes entra ensuite dans les possessions de la maison de Roussillon.
Jusqu'à la Révolution, la paroisse de Longes appartenait à l'archiprêtré de Mornant, à l'élection de Saint-Etienne et dépendait de la Sénéchaussée de Lyon. La justice était du ressort à la fois des baronnies de Châteauneuf-Dargoire et de Condrieu. Le curé était nommé par les chartreux de Sainte-Croix.
Plusieurs fiefs étaient présents sur le territoire de Longes. Le plus important, celui de Jurary, a appartenu à la famille de Choul (ou de Chol) avant d'appartenir à la famille Vittet. Celui de Lacombe était possédé par les chartreux de Sainte-Croix ; celui de la Rochette appartenait à Christophe de Hareng en 1686 avant d'être détenu par les religieuses de Sainte-Marie de Condrieu.
La maison de Roussillon avait des droits et des propriétés à Longes sur lesquels les Comtes de Lyon avaient supériorité.
Longes fut à plusieurs reprises ravagée par les guerres de religion et par les épidémies de peste du XVIe siècle et du XVIIe siècle. Jusqu'à la Révolution, Trèves fut une annexe de la paroisse de Longes. Le décret du 12 novembre 1793 instituant les communes confirma la primauté de Longes sur Trèves, laquelle devint commune à part entière à compter du 24 octobre 1849.

## Politique et administration
| Période                                  | Période      | Identité                 | Étiquette      | Qualité                                      |
| ---------------------------------------- | ------------ | ------------------------ | -------------- | -------------------------------------------- |
| 1800                                     | 1815         | Jean-Marie Chambeyron    |                |                                              |
| 1815                                     | 1821         | Antoine Font             |                |                                              |
| 1821                                     | 1830         | Fleury Bret              |                |                                              |
| 1830                                     | 1838         | Pierre Colombet          |                |                                              |
| 1838                                     | 1851         | Jean Antoine Bruyas      |                |                                              |
| 1851                                     | 1860         | Benoît Bodard            |                |                                              |
| 1860                                     | 1870         | Jean Baptiste Chambeyron |                |                                              |
| 1870                                     | 1879         | Jean-Marie Boiron        |                |                                              |
| 1879                                     | 1892         | Jacques Champin          |                |                                              |
| 1892                                     | 1908         | Jean Antoine Peyret      |                |                                              |
| 1908                                     | 1921         | Bonaventure Fatton       |                |                                              |
| 1921                                     | 1929         | Jean Antoine Bret        |                |                                              |
| 1929                                     | 1945         | Claude Antoine Peillon   |                |                                              |
| 1945                                     | 1953         | Antoine Forest           |                |                                              |
| 1953                                     | 1959         | Antoine Brosson          |                |                                              |
| 1959                                     | 1982         | Joseph Voyant            |                | Sénateur de 1959 à 1977                      |
| 1982                                     | 2001         | Gabriel Escoffier        |                |                                              |
| 2001                                     | 2008         | Marie-Claire Brosson     |                |                                              |
| mars 2008                                | février 2024 | Lucien Bruyas            | Sans étiquette | Agriculteur ; démissionnaire en février 2024 |
| février 2024                             | en cours     | Didier Teste             |                |                                              |
| Les données manquantes sont à compléter. |              |                          |                |                                              |

## Population et société

### Démographie
L'évolution du nombre d'habitants est connue à travers les recensements de la population effectués dans la commune depuis 1793. Pour les communes de moins de 10 000 habitants, une enquête de recensement portant sur toute la population est réalisée tous les cinq ans, les populations de référence des années intermédiaires étant quant à elles estimées par interpolation ou extrapolation. Pour la commune, le premier recensement exhaustif entrant dans le cadre du nouveau dispositif a été réalisé en 2007.

En 2022, la commune comptait 951 habitants, en évolution de −1,04 % par rapport à 2016 (Rhône : +3,93 %, France hors Mayotte : +2,11 %).
| 1793  | 1800  | 1806  | 1821  | 1831  | 1836  | 1841  | 1846  | 1851  |
| ----- | ----- | ----- | ----- | ----- | ----- | ----- | ----- | ----- |
| 1 081 | 1 274 | 1 492 | 1 408 | 1 433 | 1 405 | 1 426 | 1 461 | 1 015 |

| 1856 | 1861 | 1866 | 1872 | 1876 | 1881 | 1886 | 1891 | 1896 |
| ---- | ---- | ---- | ---- | ---- | ---- | ---- | ---- | ---- |
| 980  | 938  | 898  | 861  | 862  | 792  | 834  | 768  | 776  |

| 1901 | 1906 | 1911 | 1921 | 1926 | 1931 | 1936 | 1946 | 1954 |
| ---- | ---- | ---- | ---- | ---- | ---- | ---- | ---- | ---- |
| 760  | 691  | 651  | 614  | 618  | 589  | 576  | 538  | 520  |

| 1962 | 1968 | 1975 | 1982 | 1990 | 1999 | 2006 | 2007 | 2012 |
| ---- | ---- | ---- | ---- | ---- | ---- | ---- | ---- | ---- |
| 476  | 471  | 457  | 610  | 654  | 763  | 824  | 833  | 909  |

| 2017 | 2022 | - | - | - | - | - | - | - |
| ---- | ---- | - | - | - | - | - | - | - |
| 977  | 951  | - | - | - | - | - | - | - |

NB : la chute de la population entre les recensements de 1846 et 1851 est due à la création de la commune de Trèves en 1849.

### Enseignement
Longes possède une école primaire publique. Elle était auparavant divisée en deux pôles : l'un dans le bourg et l'autre dans le hameau de Dizimieux. Les deux ont été réunis dans une nouvelle structure construite dans le bourg.
Jusqu'au début des années 2010, il y avait également une école primaire privée.

### Manifestations culturelles et festivités
Chaque année, l'association des jeunes de la commune de Longes (AJCL) organise la vogue de Longes le dernier week-end du mois de juin.
L'association des parents d'élèves de l'école publique organise depuis 2011 un « marché de la création », qui se déroule au printemps, avec une trentaine de créateurs au rendez-vous.

### Sports
Une course de cyclisme sur route, le Grand Prix de Longes, est organisée chaque mois d'août par l'UCA Pélussin depuis 1978.
Un club de pétanque, l'Amicale Boule Longearde, est domiciliée à Longes depuis 2000. L'Association des 4 vents propose pour les adultes des cours de gymnastique et de danse de salon.

## Économie
La commune de Longes comptait en fin d'année 2015, 52 établissements actifs. 22% étaient des exploitations agricoles, 35% des activités commerciales et de services. 81% de ces établissements ne comptaient aucun salarié et 17% en employaient entre 1 et 9. Le plus important comprenait une quinzaine d'employés. Seuls 10% des actifs travaillaient sur la commune contre 70% en Région Rhône-Alpes.
Entre 1999 et 2015, les catégories socio-professionnelles ont grandement évolué : +21% pour les professions intermédiaires, +25% pour les employés et les cadres, ainsi que les professions intellectuelles supérieurs, +100% pour les ouvriers et +400% pour les artisans et commerçants. En parallèle, la part des agriculteurs a fortement chuté.
Entre 1988 et 2010 le nombre d'exploitations agricoles est passé de 53 à 25. En 2022, 10 de ces exploitations sont individuelles et 15 sont associées au sein de différents groupements agricoles d’exploitation en commun (GAEC). Ces exploitations sont principalement tournées vers l'élevage :
- 12 élevages de vaches laitières, dont le lait est transformé par l’entreprise Guilloteau à Pélussin, plus connue sous le nom de Pavé d’Affinois.
- 3 élevages de chèvres
- 1 élevage de moutons
- 1 élevage de cochons
- 2 élevages de vaches à viande
- 2 élevages de volailles

La baisse du nombre d'exploitants et l'augmentation des surfaces agricoles a amené les agriculteurs à investir dans du matériel plus performant. Afin d'amortir les coûts liés à ces investissements, ils se réunissent en coopérative d’utilisation de matériel agricole (CUMA) pour mutualiser l'équipement.

## Culture locale et patrimoine

### Lieux et monuments

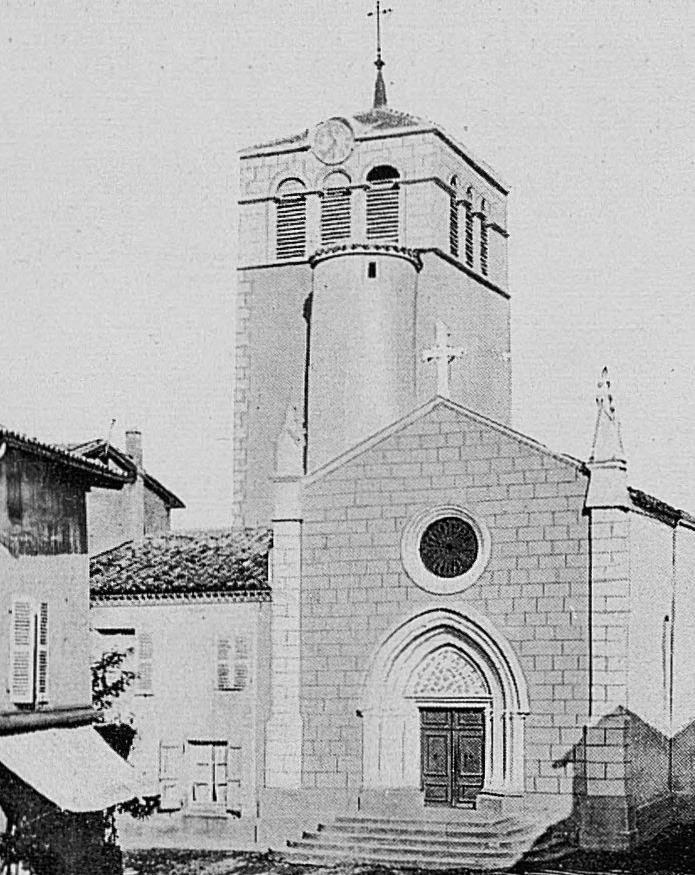
Église Saint-Pierre-et-Saint-Paul, au début du XXe siècle.

- Église Saint-Pierre-et-Saint-Paul, construite au XIVe siècle et agrandie au XIXe siècle.
- Le four à pain et le lavoir en impluvium.
- La Jurarie, maison forte édifiée par les pères Chartreux.
- Les maisons de schiste typiques du Jarez.
- Les Roches de Marlin, considérées comme de possibles pierres druidiques.
- Le mont Monnet, l'un des sommets du massif du Pilat (782 m d'altitude).
- Chapelle de Dizimieux, dans le hameau du même nom, construite en 1883.
- Chapelle de Nuzières, dans le hameau du même nom.

### Espaces verts et fleurissement
En 2014, la commune obtient le niveau « deux fleurs » au concours des villes et villages fleuris.

### Personnalités liées à la commune
- Jean Frêne (1942-), chercheur en physique, est né à Longes et y a passé son enfance[25].

### Gastronomie
Grâce à son élevage et sa situation géographique, la commune de Longes peut produire la Rigotte de Condrieu, qui est un fromage bénéficiant d'une appellation d'origine protégée.